# 沮渠政德
沮渠政德（4世紀—423年），临松（今甘肃省张掖南）卢水胡人。十六國北凉世子。沮渠蒙逊的儿子。
永安十二年（412年），沮渠蒙逊在姑臧称河西王，立沮渠政德为世子，加镇卫大将军，录尚书事。玄始九年（420年）进攻西凉敦煌，太守李恂闭城不战。第二年，蒙逊来援，水灌敦煌，攻克。以北凉晋昌郡太守唐契叛乱，将兵讨破。十二年（423年），因为柔然来攻，沮渠政德奉命轻骑进战，被柔然所杀。